# أنجالي تشاند
أنجالي تشاند (16 سبتمبر 1995 بنيبال - ) (بالنيبالية: अञ्जली चन्द) هي لاعبة كريكت نيبالية في مركز أول روندر ‏.

## وصلات خارجية
- أنجالي تشاند على موقع إي آس بي آن كريك إنفو (الإنجليزية)